# بيتر مورتون (دراج)
بيتر مورتون (بالإنجليزية: Angus Morton)‏ هو دراج أسترالي، ولد في 11 يوليو 1989 في سيدني في أستراليا.

## وصلات خارجية
- بيتر مورتون على موقع الاتحاد الدولي للدراجات (الإنجليزية)
- بيتر مورتون على موقع أرشيف الدراجات (الإنجليزية)
- بيتر مورتون على موقع إحصائيات الدراجات الإحترافية (الإنجليزية)
- بيتر مورتون على موقع نسبة الدراجات (الإنجليزية)